# Undecanal
Undecanal ist eine chemische Verbindung aus der Gruppe der Aldehyde.

## Vorkommen
Undecanal kommt natürlich in Orangen- und Mandarinenschalenextrakten, Korianderblättern und weiteren Naturprodukten vor. Es wurde auch in gekochtem und gebratenem Fleisch nachgewiesen. Es ist auch das Pheromon der männlichen Großen Wachsmotte (Galleria mellonella).

## Gewinnung und Darstellung
Undecanal kann durch Oxidation des zugehörigen Alkohols Undecanol oder Reduktion der zugehörigen Carbonsäure Undecansäure gewonnen werden.

## Eigenschaften
Undecanal ist eine brennbare, schwer entzündbare, farblose Flüssigkeit, die praktisch unlöslich in Wasser ist. Die Verbindung hat einen süßlich fettigen Geruch mit einem Unterton nach Orangen und Rosen. Es tendiert zur Polymerisation wenn es nicht gut verschlossen aufbewahrt wird.

## Verwendung
Undecanal wird als Zwischenprodukt zur Herstellung von Arzneistoffen (zum Beispiel Orlistat) verwendet. Bekannt ist der Einsatz als „Aldehydakkord“ (Decanal, Undecanal, Dodecanal 1:1.1)  im Parfüm Chanel Nº 5, der diesem den spezifischen Geruch gibt.